# Drapelul Republicii Democratice Moldovenești
Drapelele Republicii Democratice Moldovenești („steagul național”, „steagul românesc”, „drapelul Basarabiei”, „drapelul Republicii Moldovenești”; 1917-1918) sunt tricolore cu amplasarea orizontală a culorilor albastru, galben și roșu.
Steagul Republicii are pe câmpul albastru inscripția „Republica Democratică Moldovenească și independentă” și stema plasată la mijloc în câmpul galben. Drapelul Sfatului Țării are pe câmpul albastru inscripția „Sfatul Țării” și stema plasată la mijloc peste galben și roșu.

## Comentarii, referințe
Drapelele de luptă ale republicii au fost confecționate „cu câteva săptămâni înainte de 6 decembrie 1917, când s-a făcut parada ostașilor moldoveni din Basarabia”. Acestea erau tot tricolore, având scris pe o parte, cu fir argintiu, regimentul, iar pe cealaltă, pe toată întinderea steagului, literele „R M”.
Heraldistul Paul Gore redactase în mai 1917 un studiu în limba rusă intitulat „Culorile naționale ale românilor din Basarabia”, care își propunea să demonstreze că basarabenii trebuie să utilizeze în mod firesc tricolorul românesc:
„E nevoie de o anumită stimă față de trecutul național și doar de puțin curaj pentru a-ți apăra drepturile naționale legale. Nu insist de loc ca drapelul nostru național compus din trei fâșii colorate albastru galben și roșu să aibă aceste fâșii aranjate vertical. Fie ca aceste fâșii în ordinea indicată să fie orizontale. Dar culorile și consecutivitatea lor trebuie să le păstrăm, mai ales, că toate aceste trei culori sunt și în Stema Basarabiei, care reprezintă, dacă eliminăm bordura din culorile Imperiului, stema antică exactă a Principatului Moldovei și, se știe că, drapelele trebuie alcătuite conform regulilor exacte ale heraldicii, potrivit culorilor câmpului și emblemelor stemelor corespunzătoare.”
Din această perspectivă, heraldistul Silviu Andrieș-Tabac îl consideră pe Gore drept autor moral al drapelului Republicii Democratice Moldovenești. 

## Galerie de imagini

Steagul Sfatului Ţării
Steagul Sfatului Ţării
Steagul de luptă al RDM
Steagul de luptă al RDM